# انفجار ۲۰۱۹ خط لوله تلائولیلپان
در تاریخ ۱۸ ژانویه ۲۰۱۹ خط لوله انتقال سوخت در شهر تلائولیلپان ایالت ایدالگو در کشور مکزیک منفجر شد. در اثر انفجار حداقل ۷۳ تن کشته و بیش از ۷۴ تن مجروح شده‌اند. مقامات مکزیک علت انفجار را سرقت سوخت اعلام کرده‌اند

## پیش زمینه
سرقت سوخت از خط لوله با مالکیت شرکت پمکس یک مشکل طولانی مدت در مکزیک محسوب می‌شود. این مشکل در دهه ۲۰۱۰ زمانی که گروه‌های جرایم سازمان‌یافته در مکزیک که سرقت گاز به عنوان بخشی از تأمین درآمد اصلی آنها شکل گرفت وخیم تر شد.